# Palczatkowe
Palczatkowe – jedno z plemion wyróżniane w obrębie rodziny wiechlinowatych (Poaceae). W popularnej w XX wieku klasyfikacji bazującej na systemie Wettsteina z 1935 jedno z 12 plemion wyróżnianych w tej rodzinie (podział ten oparty był na budowie morfologicznej kłosków). We współczesnej klasyfikacji plemię Andropogoneae w podrodzinie prosowych Panicoideae. Należą tu głównie trawy tropikalne, w tym ważne tam rośliny uprawne.

## Morfologia
KwiatyKłoski często rozdzielnopłciowe, zebrane w osobne kwiatostany męskie i żeńskie.

## Systematyka
Przykładowe rodzaje
- cukrowiec Saccharum
- palczatka Andropogon
- sorgo Sorghum